# Ирек (Татарстан)
Ирек — упразднённая деревня в Спасском районе Татарстана. Входила в состав Чэчэклинского сельского поселения. Исключена из учётных данных в 2009 году.

## География
Находится в юго-западной части Татарстана, в вершине оврага Чечеклы, на расстоянии приблизительно 4 км по прямой к юго-востоку от села Чэчэкле.

## История
Основана в 1920-х годах выходцами из села Старый Баран.

## Население[~ 1]
| 1926 | 1938 | 1949 | 1958 | 1970 | 1979 | 1989 |
| ---- | ---- | ---- | ---- | ---- | ---- | ---- |
| 28   | ↗245 | ↘234 | ↘191 | ↘180 | ↘143 | ↘58  |
| 2002 |      |      |      |      |      |      |
| ↘33  |      |      |      |      |      |      |